# 朝鮮浪漫喜劇—綠豆傳
《朝鮮浪漫喜劇—綠豆傳》（：／），為韓國KBS 2TV於2019年9月30日起播出的月火連續劇，改編自同名人氣網路漫畫，由《三流之路》金東輝導演執導，《雲畫的月光》林藝珍作家與《姜德順愛情變遷史》白素妍作家共同執筆。此劇講述穿上女裝潛入神秘的寡婦村的全綠豆（張東潤飾），與不想成為妓生的女孩董東珠（金所泫飾）間，愉快的朝鮮王朝版愛情喜劇。
香港由myTV SUPER緊貼韓國點播，台灣由friDay影音、LINE TV、MyVideo上線。

## 演員陣容

### 主要人物
| 演員   | 角色           | 介紹 | 國語配音 | 粵語配音              |
| 張東潤 | 全綠豆／李祬   | 王世子 希望能走向更廣闊的世界，擁有非凡的野心，出眾的外貌、聰明的頭腦與過人的體力，是個沒有任何不足的人物，他因捲入意外的事件中而進入禁男的區域寡婦村，與董東珠結緣後陷進意料之外的命運旋渦中。 用錢將東珠從妓院贖回，在寡婦村時以母女身份一起生活。 真實身分是光海君和廢妃柳氏在倭亂年間生下的兒子，也就是本該是朝鮮的王世子，已從哥哥黃苔口中得知這個事實。 為了查明自己的身世，以延根表弟的名字「延秀」考上武科狀元、入宮擔任捕盜廳的從事官，得知在宮外一見如故的光海君竟是朝鮮君主、也是自己的父王後感到相當震驚。大提學的手下交給他能夠證明世子身分的半玉，後在入宮後偶遇中殿娘娘，在其身上看見另一塊半玉，得知了她是自己的母后。 深受光海君信任，短期內便被其升職任命為貼身護衛謙司僕。原打算持功臣錄向光海君告發綾陽君欲謀反一事，但在聽到其計畫殺害自己的真相後，在強烈打擊下打消念頭，陷入悲憤與矛盾之中。作為謙司僕追捕柳永慶遺族時意外得知東珠的真實身分。 隨光海君出宮之時，綾陽君藉機謀反篡位，隨後與中殿和大臣們回宮阻止謀反，其後中殿在眾人面前公開其世子的身份，並以半玉首飾作為證據，認為他作為嫡長子理應登上王位；與母后相認後，綠豆告訴中殿自己對於王位沒有野心，只想和東珠過著平凡幸福的生活。 後繼續與綾陽君對抗，本可以成功殺了他，卻因光海君突然回宮，被其誤會謀權篡位並下令逮捕，但因東珠及時解救得以逃生；在中殿的幫助下離開漢陽，與東珠和其他同伴到小島上生活。 | 李世揚   | 李凱傑 陸惠玲（童年） |
| 金所泫 | 董東珠／柳恩瑞 | 兩班貴族閨秀出身 對世界充滿不滿的萬年妓生練習生。她是身體痴、音痴、拍子痴，擁有火般的性格，常淪落為照顧同期的人，即使如此，她只要有工具，不管是什麼都能做出來，是個「金手女孩」，看到不義無法容忍，不是就會說不是，在朝鮮中擁有最暢快的口才。 被綠豆花錢從妓院贖回，在寡婦村時以母女身份一起生活。 原本是兩班貴族家的小姐，本名柳恩瑞，她的祖父是先王宣祖大王身邊的領議政柳永慶，因為留有先王留下立永昌大君為王的密旨，光海君為了守住王位、除掉擁立永昌大君為王的大臣；在兒時被光海君認為家門謀反而被滅門，為躲避追殺而改名為董東珠，一心想殺害光海君得以復仇。跟律武在兒時有婚約，但因家族滅門而解除。從律武口中得知綠豆的真實身分。 趁光海君出宮時，多次找尋機會對其下手報仇，但在看清其真面目後心死作罷，之後決定不再執著於仇恨和愧疚，只想和綠豆過著平凡幸福的生活。 | 曾允凡   | 張頌欣                |
| 姜泰伍 | 車律武         | 綾陽君 擁有完美外貌與身材的「朝鮮料性男」，是享受自由生活、有著高超廚藝實力，擁有反轉魅力的人物，他常以甜甜的笑容營造出溫和的氛圍，不輕易流露出心中所想，是有著很多秘密的男人。是從小就喜歡董東珠的「東珠向日葵」，兒時和東珠有婚約，但因為東珠家族滅門而解除。 隱藏已久的身份是光海君的侄子，也就是定遠君的長子綾陽君，仁祖反正後登基為朝鮮第十六代君主仁祖，是個非常有野心的人，殺人不眨眼、為登王位不擇手段，唯獨珍視的只有東珠，承諾會替她向光海君報家門滅門之仇，並以此做為威脅把東珠留在身邊。 趁光海君出宮時發起謀反，卻被綠豆反將一軍。當東珠為了解救綠豆而主動捨身於他時，他明白了愛慕之情是無法靠努力得到的，最終在東珠逃跑時決定不再挽回、放她自由。 | 王辰驊   | 李鎮然                |
| 鄭俊鎬 | 光海君         | 朝鮮第15代君王 全綠豆的父王，雖說血濃於水，但因爲對比這更危險的權力的執着，對自身的憐憫和憤怒使內心陷入深淵的人物，全綠豆是他與廢妃柳氏所生的兒子，聽信巫女所言李祬會威脅自己登上王位之計畫，在其出生不久便命許允將其殺害。在微服出巡時多次偶遇綠豆，對他相當親切、一見如故；在綠豆作為從事官入宮後便對他相當信任，任其為貼身護衛謙司僕。 在得知綠豆是自己的親生兒子之後，因為被其欺瞞感到相當憤怒，在尋找綠豆欲將他趕盡殺絕時不慎跌下懸崖落入海中，因此被中殿等人認定為駕崩；後在綾陽君發起謀反當晚回到宮中，聽信大妃所言而誤會謀權篡位的是綠豆。 九年後因綾陽君再次發動謀反而被廢位，綾陽君告訴他自己是和綠豆同日誕下的孩子，才知道自己一直誤會巫女預言所述奪走王位的並非綠豆而是綾陽君，落下了懊悔的淚水，最終請求綾陽君放中殿自由，並會承擔所有責任。 | 吳文民   | 潘文柏                |

### 全綠豆周邊人物
| 演員   | 角色   | 介紹 | 國語配音 | 粵語配音              |
| 李承俊 | 鄭允杵 | 全綠豆的養父，全黃苔的父親 從小就是光海的臣子和值得信賴的同志。他性格剛正不阿，具有耿直品格和正直信念，對每件事都很認真，具有很高的知名度。倭亂中離開官職，在孤島上養育着黃苔和綠豆兄弟生活。雖然作為父親的他表面嚴厲，但他比任何人都愛惜綠豆，一開始就知道綠豆是光海君和廢妃柳氏的世子。                                     |          | 招世亮                |
| 宋建熙 | 全黃苔 | 全綠豆的哥哥 對於綠豆來說一直是溫文爾雅、穩重的哥哥。從小，他看到家裏的風波產生了很多疑問，但他卻視而不見，一直順從父親的意志，雖然很驚險，但不想破壞家庭的和平。本名為鄭怡亨(劇中有按名壓指印部份有顯示)，主動投靠車律武，相信這樣做便能保護家人的安危，在知道綠豆的真實身分後便將事實告訴他。                               |          | 李致林 沈小蘭（童年） |
| 李文植 | 黃將軍 | 壬辰倭亂時期無數功勞的無名英雄 他是傳說中的武士，光憑他的名字，倭軍就瑟瑟發抖。戰亂結束後，他捨棄一切流落名不見經傳的深島小鎮，沉溺於酒缸中生活至今。在這個島上，他遇到了心愛的女人，她去世後，他和女兒櫻桃相依為命。教住在隔壁的綠豆看似荒誕不經的武藝，盡是些扭扭捏捏的拳打腳踢，實際上是內功深厚的武術，綠豆相稱為黃師父。 | 曹冀魯   | 李錦綸                |
| 朴多妍 | 黃櫻桃 | 7歲，黃將軍的女兒 堅信父親讓她和綠豆結婚的承諾，因此她把綠豆稱作「相公」。 | 楊凱凱   | 凌晞                  |

### 光海君周邊人物
| 演員   | 角色     | 介紹 | 國語配音 | 粵語配音 |
| 金太祐 | 許允     | 漢陽最高世道家子弟，弘文館大提學 他作爲光海君的朋友和大臣一直疼惜的陪伴着他，至今還是光海君唯一信任的人物。由於先王的冷淡態度和大臣們的不信任，他毫不吝嗇地輔佐了無依無靠的光海君，最終幫助他順利地成爲王，但是對於因不安和懷疑而倒塌的光海君，不能再袖手旁觀了。 當年受光海君下令將鄭允杵及年幼的綠豆滅口，但最後放他們生路。 知道綾陽君是殺害永昌大君的真凶，被綾陽君威脅擁立其為王，但深知綾陽君的真面目而不從；私下與鄭允杵商議要廢黜光海君、擁立光海君之子綠豆為王；原進宮告發綾陽君準備謀反一事，卻被綾陽君搶先一步告發李祬還活著的事實，因此被光海君誤解，最後被其貶入地牢、親手殺死。 | 吳文民   | 雷霆     |
| 朴敏貞 | 廢妃柳氏 | 光海君的王妃，全綠豆的母后，既是深埋着對以為死去的世子的依戀生活，又是因多情的光海君的變化而變得疲憊的悲傷的人物。在綠豆作為從事官入宮後與之相遇，對他有難以言喻的熟悉和掛念。已和綠豆相認，下定決心要好好保護他、不再讓他受到傷害，以為王已駕崩，希望綠豆以王的嫡長子身份登上王位，在綠豆告訴自己對王位沒有野心後，全然相信綠豆的決定。幫助綠豆等人離開漢陽，獨自留在宮中。九年後因為綾陽君再度發動謀反，光海君在被廢位之際請求綾陽君放她自由，最終得以離開皇宮、前往小島和綠豆與東珠一起生活。                                                                                              |          | 陸惠玲   |
| 吳荷妮 | 仁穆大妃 | 朝鮮宣祖的第二任王妃，永昌大君的母后，很害怕光海君，欺騙光海君是綠豆謀權篡位。 |          |          |
|        | 永昌大君 | 朝鮮宣祖與仁穆大妃的嫡子，光海君同父異母的弟弟，全綠豆與車律武的叔叔，被車律武親手殺害，得年8歲。 |          | 林丹鳳   |

### 蓮花坊
| 演員   | 角色   | 介紹 | 國語配音 | 粵語配音 |
| 尹宥善 | 千杏秀 | 蓮花坊的行首 表面上是經營妓院的行首，實際上卻是更具影響力的人物。她堅信如果救出受到生命威脅的寡婦，懲罰惡人，女人的處境和地位也會有所好轉。 她救了東珠成爲妓女，對最年長妓女練習生東珠不吝惜，也沒有給她特別的待遇，希望她能接受作爲妓女的命運。 |          | 沈小蘭   |
| 李主儐 | 梅花秀 | 東珠在蓮花坊的好友。蓮花坊人氣最高的妓女。絕代的美貌、魅惑的口才和天生的舞蹈、演唱實力，一切都與東珠完全相反。將衆儒心牽得七零八落的所謂推拉高手，喜歡車律武。                                                                                   |          | 黃昕瑜   |

### 武月團
| 演員   | 角色   | 介紹 | 國語配音 | 粵語配音 |
| 曹秀香 | 金淑   | 武月團之首 身材嬌小、給人留下深刻印象的寡婦。白天在釀酒廠工作，晚上則扮演着秘密武士團體「武月團」的最高參謀和行動隊長。她有着寡言少語、冷靜的性情、特有的洞察力，讓一向以金寡婦身份行事的綠豆總是緊張不已；被行首千杏秀所救而加入武月團。親眼目睹千杏秀被弓箭射殺，決定報復摧毀寡婦村和殺害千杏秀的主謀。 | 魏晶琦   | 魏惠娥\| |
| 楊素敏 | 安貞淑 | 寡婦村秘密武士團體「武月團」的成員。 | 曾允凡   | 曾秀清   |
| 韓佳琳 | 陸緣份 | 寡婦村秘密武士團體「武月團」的成員。 |          | 詹健兒   |
| 宋彩允 | 蒲公英 | 寡婦村秘密武士團體「武月團」的成員。襲擊全綠豆一家失敗後負傷逃脫。綠豆追查未果，透過黃師父的指引，潛入寡婦村，被車律武指派的朴單鎬殺害。 |          | 葉曉欣   |

### 烈女團
| 演員     | 角色   | 介紹 | 國語配音 | 粵語配音 |
| 尹始奉   | 姜順女 | 身材魁梧、聲音低沉，是能擡起一般的男子漢背摔的怪力持有者。一直以來，她都過着與父母讓她成爲「純情的女孩」所起的名字完全不同的生活。由於寡婦村是寡婦聚居的村莊，因此很多男子抱着不懷好意的想法潛入，她們組織幾個結實的寡婦和警衛組成負責鐵桶防衛的「烈女團」。 | 楊凱凱   | 袁淑珍   |
| 黃美英   | 朴福女 | 她被叫作「多福的丫頭」，因而一直生活挺寬裕。作為烈女團成員活動，和姜順女是靈魂伴侶。 | 曾允凡   | 陸惠玲   |
| 尹琴善雅 | 李末年 | 烈女團的老幺。操着一口濃濃的方言，拳頭雖小卻力道重。 | 魏晶琦   | 陳琴雲   |

### 其他人物
| 演員   | 角色   | 介紹 | 國語配音 | 粵語配音 |
| 高健漢 | 延根   | 正九品貞節副奉事。雖然名號聽起來很便宜，但這是託富家的福而買來的徒有虛名的職務。儘管他被派去負責寡婦村的紀律，卻馬馬虎虎地過日子，對新進入寡婦村的寡婦全綠豆一見鍾情，在得知綠豆是男兒身後，還是對他一片丹心。 |          | 黃啟昌   |
| 黃寅燁 | 朴單鎬 | 律武護衛武士 他擁有朝鮮時期最好的劍術實力，這不禁使人聯想到他的年輕時代和外表。對律武耿直忠誠的樣子，妓女們戲稱其爲朝鮮第一「峯」，但總是毫不動搖地守護在律武身邊。                                            |          | 張方正   |

### 特別演出
| 演員   | 角色           | 介紹                                             | 出場集數 | 國語配音 | 粵語配音 |
| 李豪宰 | 老爺爺         | 在王之暴政下喪失親屬，而對其投擲石頭攻擊洩恨。   | 1        |          | 盧國權   |
| 鄭伊蘭 | 餐館老闆娘     | 受蒲公英指使向全綠豆下毒未果，最終被殺害。       | 1        |          | 林元春   |
| 朴哲民 | 金氏家族的家長 | 媳婦跟長工離家的公公，明朝珍寶大象雕像的持有者。 | 1、8     |          | 陳永信   |

## 原聲帶
- Part.1（發行日期：2019年10月1日）

| 曲序 | 曲目                   | 演唱                | 时长 |
| ---- | ---------------------- | ------------------- | ---- |
| 1.   | Baby Only You          | 道英 、 Mark（NCT） | 3:16 |
| 2.   | Baby Only You（Inst.） |                     | 3:16 |

- Part.2（發行日期：2019年10月8日）

| 曲序 | 曲目                    | 演唱   | 时长 |
| ---- | ----------------------- | ------ | ---- |
| 1.   | 成為光（빛이 되어줄게） | Younha | 4:11 |
| 2.   | 成為光（Inst.）         |        | 4:11 |

- Part.3（發行日期：2019年10月15日）

| 曲序 | 曲目             | 演唱               | 时长 |
| ---- | ---------------- | ------------------ | ---- |
| 1.   | Miracle          | WOOZI（SEVENTEEN） | 3:39 |
| 2.   | Miracle（Inst.） |                    | 3:39 |

- Part.4（發行日期：2019年10月20日）

| 曲序 | 曲目                             | 演唱  | 时长 |
| ---- | -------------------------------- | ----- | ---- |
| 1.   | 最完美的日子（가장 완벽한 날들） | Gummy | 4:44 |
| 2.   | 最完美的日子（Inst.）            |       | 4:44 |

- Part.5（發行日期：2019年10月22日）

| 曲序 | 曲目                           | 演唱         | 时长 |
| ---- | ------------------------------ | ------------ | ---- |
| 1.   | 在我心裡縈繞（내 안에 맴돌아） | 燦多（B1A4） | 3:36 |
| 2.   | 在我心裡縈繞（Inst.）          |              | 3:36 |

- Part.6（發行日期：2019年10月29日）

| 曲序 | 曲目                             | 演唱   | 时长 |
| ---- | -------------------------------- | ------ | ---- |
| 1.   | 痛了又痛 (Sick)（아프고 아파서） | 金敏書 | 3:35 |
| 2.   | 痛了又痛（Inst.）                |        | 3:35 |

- Part.7（發行日期：2019年11月5日）

| 曲序 | 曲目          | 演唱   | 时长 |
| ---- | ------------- | ------ | ---- |
| 1.   | 疤痕（흉터）  | 金延智 | 4:02 |
| 2.   | 疤痕（Inst.） |        | 4:02 |

- Part.8（發行日期：2019年11月9日）

| 曲序 | 曲目                  | 演唱 | 时长 |
| ---- | --------------------- | ---- | ---- |
| 1.   | 你的氣息（너의 온기） | 許閣 | 4:01 |
| 2.   | 你的氣息（Inst.）     |      | 4:01 |

- Part.9（發行日期：2019年11月11日）

| 曲序 | 曲目                                     | 演唱   | 时长 |
| ---- | ---------------------------------------- | ------ | ---- |
| 1.   | 陽光 微風 星光 你（햇살 바람 별빛 그대） | 朴載正 | 4:01 |
| 2.   | 陽光 微風 星光 你（Inst.）               |        | 4:01 |

- Part.10（發行日期：2019年11月19日）

| 曲序 | 曲目                                        | 演唱   | 时长 |
| ---- | ------------------------------------------- | ------ | ---- |
| 1.   | 不會結束的這個旋律（끝나지 않은 이 멜로디） | 김나연 | 3:26 |
| 2.   | 不會結束的這個旋律（Inst.）                 |        | 3:26 |

## 收視率
| 集數       | 播出日期   | AGB收視率        | AGB收視率      | TNmS收視率       |
| 集數       | 播出日期   | 大韓民國（全國） | 首爾（首都圈） | 大韓民國（全國） |
| ---------- | ---------- | ---------------- | -------------- | ---------------- |
| 1          | 2019/09/30 | 5.6%             | 5.0%           | 6.2%             |
| 2          | 2019/09/30 | 7.1%             | 6.3%           | 8.0%             |
| 3          | 2019/10/01 | 6.5%             | 6.4%           | 6.1%             |
| 4          | 2019/10/01 | 8.3%             | 8.2%           | 7.3%             |
| 5          | 2019/10/07 | 5.4%             | 5.3%           | 5.8%             |
| 6          | 2019/10/07 | 7.1%             | 6.9%           | 7.3%             |
| 7          | 2019/10/08 | 5.8%             | 5.5%           | 5.0%             |
| 8          | 2019/10/08 | 6.7%             | 6.5%           | 6.3%             |
| 9          | 2019/10/15 | 5.0%             |                |                  |
| 10         | 2019/10/15 | 6.6%             | 6.5%           | 5.4%             |
| 11         | 2019/10/21 | 4.3%             |                |                  |
| 12         | 2019/10/21 | 5.9%             | 5.6%           | 5.5%             |
| 13         | 2019/10/22 | 6.0%             | 6.1%           |                  |
| 14         | 2019/10/22 | 6.2%             | 6.3%           | 5.7%             |
| 15         | 2019/10/28 | 4.9%             |                | 4.7%             |
| 16         | 2019/10/28 | 7.3%             | 6.9%           | 5.9%             |
| 17         | 2019/10/29 | 6.0%             | 5.7%           |                  |
| 18         | 2019/10/29 | 7.4%             | 7.4%           | 6.3%             |
| 19         | 2019/11/04 | 4.6%             |                |                  |
| 20         | 2019/11/04 | 6.4%             | 6.3%           | 6.2%             |
| 21         | 2019/11/05 | 4.7%             |                |                  |
| 22         | 2019/11/05 | 6.2%             | 6.0%           | 5.5%             |
| 23         | 2019/11/11 | 5.1%             | 5.1%           | 5.5%             |
| 24         | 2019/11/11 | 6.9%             | 7.0%           | 6.4%             |
| 25         | 2019/11/12 | 5.4%             | 5.2%           | 5.7%             |
| 26         | 2019/11/12 | 7.7%             | 7.4%           | 7.0%             |
| 27         | 2019/11/18 | 5.6%             | 5.9%           |                  |
| 28         | 2019/11/18 | 6.5%             | 6.5%           | 6.3%             |
| 29         | 2019/11/19 | 6.3%             | 6.2%           | 5.9%             |
| 30         | 2019/11/19 | 7.8%             | 8.0%           | 6.9%             |
| 31         | 2019/11/25 | 6.0%             |                |                  |
| 32         | 2019/11/25 | 7.3%             | 6.4%           | 6.5%             |
| 平均收視率 | 平均收視率 | 6.21%            | －             | －               |

- 收視最低的集數以藍色表示，收視最高的集數以紅色表示，而空格則表示該集的收視沒有相關數據。

## 話題性
電視劇部分
| 日期      | 佔有率 | 排名 |
| --------- | ------ | ---- |
| 10月第1週 | 11.77% | 3    |
| 10月第2週 | 9.62%  | 4    |
| 10月第3週 | 7.99%  | 4    |
| 10月第4週 | 11.13% | 3    |
| 10月第5週 | 11.07% | 4    |
| 11月第1週 | 12.45% | 4    |
| 11月第2週 | 11.98% | 3    |
| 11月第3週 | 10.64% | 3    |
| 11月第4週 | 20.77% | 1    |

演員部分
| 日期      | 排名   | 排名   |
| 日期      | 張東潤 | 金所泫 |
| --------- | ------ | ------ |
| 10月第1週 | 3      | 5      |
| 10月第2週 | 3      | 9      |
| 10月第3週 | 7      | -      |
| 10月第4週 | 7      | -      |
| 10月第5週 | 4      | 9      |
| 11月第1週 | 5      | 9      |
| 11月第2週 | 4      | 8      |
| 11月第3週 | 5      | -      |
| 11月第4週 | 5      | 8      |

## 提名與獲獎列表
| 年度   | 頒獎典禮    | 獎項                          | 入圍者        | 結果 |
| 2019年 | KBS演技大賞 | 迷你電視劇部門 男子優秀演技獎 | 張東潤        | 獲獎 |
| 2019年 | KBS演技大賞 | 迷你電視劇部門 女子優秀演技獎 | 金所泫        | 獲獎 |
| 2019年 | KBS演技大賞 | 男子新人獎                    | 姜泰伍        | 獲獎 |
| 2019年 | KBS演技大賞 | 女子青少年獎                  | 朴多妍        | 獲獎 |
| 2019年 | KBS演技大賞 | 最佳情侶獎                    | 張東潤&金所泫 | 獲獎 |
| 2019年 | KBS演技大賞 | 最佳情侶獎                    | 張東潤&姜泰伍 | 提名 |
| 2019年 | KBS演技大賞 | 男子配角獎                    | 鄭俊鎬        | 提名 |
| 2019年 | KBS演技大賞 | 男子網民獎                    | 張東潤        | 提名 |
| 2019年 | KBS演技大賞 | 男子網民獎                    | 姜泰伍        | 提名 |
| 2019年 | KBS演技大賞 | 女子網民獎                    | 金所泫        | 提名 |

## 外部連結
- 韓國KBS官方網站
- 朝鮮浪漫喜劇–綠豆傳-NAVER （页面存档备份，存于）

| KBS2 月火劇                                    | KBS2 月火劇                              | KBS2 月火劇 |
| ---------------------------------------------- | ---------------------------------------- | ----------- |
|                                                | （2019年9月30日－2019年11月25日）        |             |
| 讓我聆聽你的歌 （2019年8月5日－2019年9月24日） | 契約友情 （2020年4月6日－2020年4月14日） |             |

| 新加坡 E樂 星期六、日 22:00-00:15          | 新加坡 E樂 星期六、日 22:00-00:15        | 新加坡 E樂 星期六、日 22:00-00:15 |
| ------------------------------------------ | ---------------------------------------- | --------------------------------- |
|                                            | 綠豆傳 （2019年10月19日－2019年12月7日） |                                   |
| 中文電影 （2018年10月7日－2019年10月12日） | 耀眼 （2019年12月14日－2020年1月18日）   |                                   |

| 臺灣 龍華偶像台 星期一至五 20:00 - 21:00                 | 臺灣 龍華偶像台 星期一至五 20:00 - 21:00            | 臺灣 龍華偶像台 星期一至五 20:00 - 21:00  |
| -------------------------------------------------------- | --------------------------------------------------- | ----------------------------------------- |
|                                                          | 綠豆傳 （2020年3月25日－2020年4月22日）             |                                           |
| 我的ID是江南美人（重播） （2020年3月3日－2020年3月24日） | 雲畫的月光（重播） （2020年4月23日－2020年5月26日） |                                           |
| 臺灣 龍華影劇台 星期一至五 19:00 - 20:00                 |                                                     |                                           |
| 99億的女人 （2020年5月7日－2020年6月5日）                | 綠豆傳 （2020年6月8日－2020年7月6日）               | 善良魔女傳 （2020年7月7日－2020年8月7日） |

| 臺灣 中天娛樂台 星期一至五 23:00 - 00:00         | 臺灣 中天娛樂台 星期一至五 23:00 - 00:00    | 臺灣 中天娛樂台 星期一至五 23:00 - 00:00 |
| ------------------------------------------------ | ------------------------------------------- | ---------------------------------------- |
|                                                  | 綠豆傳 （2020年9月23日－2020年10月26日）    |                                          |
| 張玉貞，為愛而生 （2020年8月5日－2020年9月22日） | 花樣年華 （2020年10月27日－2020年11月25日） |                                          |

| 香港 無綫電視J2 星期一至五 23:30 - 00:30                   | 香港 無綫電視J2 星期一至五 23:30 - 00:30      | 香港 無綫電視J2 星期一至五 23:30 - 00:30 |
| ---------------------------------------------------------- | --------------------------------------------- | ---------------------------------------- |
|                                                            | 綠豆傳 （2022年12月5日－2023年1月3日）        |                                          |
| 女醫神Doctor X 7（重播） （2022年11月21日－2022年12月2日） | 慶餘年（重播） （2023年1月4日－2023年3月7日） |                                          |

| 新加坡 新传媒U频道 星期一至五 22:00 - 23:00  | 新加坡 新传媒U频道 星期一至五 22:00 - 23:00                                       | 新加坡 新传媒U频道 星期一至五 22:00 - 23:00 |
| -------------------------------------------- | --------------------------------------------------------------------------------- | ------------------------------------------- |
|                                              | 朝鲜浪漫喜剧–绿豆传 （2023年11月10日—2023年12月13日） （华语及韩语，双声道） PG13 |                                             |
| 为何是吴秀才 （2023年10月9日—2023年11月9日） | 爱我的间谍 （2023年12月14日—2024年1月16日）                                       |                                             |